# 配位数
配位化学中，配位数（Coordination number）指化合物中中心原子周围的配位原子个数，此概念首先由阿尔弗雷德·维尔纳在1893年提出。 配位数通常为2-8，也有高达10以上的，如铀和钍的双齿簇状硝酸根离子U(NO3)62−、Th(NO3)62−，及2007年研究的PbHe152+离子（铅的配位数至少为15），2015年研究的CoB16−（配位数为16）。
此概念也可延伸至任何化合物，也就是配位数等同于共价键键连数，例如，可以说甲烷中碳的配位数为4。这种说法通常不计π键。
晶体学中，配位数是晶格中与某一原子相距最近的原子个数。配位数与晶体结构或晶胞类型有关，且决定原子堆积的紧密程度，體心立方堆積中原子配位数为8。最高的配位数为12，存在于六角密堆和面心立方结构中。